# Liste der Kulturdenkmäler in Oberstedem
In der Liste der Kulturdenkmäler in Oberstedem sind alle Kulturdenkmäler der rheinland-pfälzischen Ortsgemeinde Oberstedem aufgeführt. Grundlage ist die Denkmalliste des Landes Rheinland-Pfalz (Stand: 27. Juni 2022).

## Denkmalzonen
| Bezeichnung             | Lage                        | Baujahr                               | Beschreibung | Bild |
| ----------------------- | --------------------------- | ------------------------------------- | --- | ---- |
| Denkmalzone Hauptstraße | Hauptstraße 12, 14, 16 Lage | spätes 18. und frühes 19. Jahrhundert | Gruppe aus drei Bauerngehöften, die sich gegenüber der Kirche an der Nordseite der Hauptstraße um eine Hoffläche lagern, entstanden im späten 18. und frühen 19. Jahrhundert | BW   |

## Einzeldenkmäler
| Bezeichnung        | Lage                              | Baujahr                            | Beschreibung | Bild                           |
| ------------------ | --------------------------------- | ---------------------------------- | --- | ------------------------------ |
| Wegekreuz          | Hauptstraße Lage                  | zweite Hälfte des 19. Jahrhunderts | Wegekreuz, im Sockel Muschelnische, wohl aus der zweiten Hälfte des 19. Jahrhunderts; Pietà nicht zugehörig | Fotos hochladen                |
| Hofanlage          | Hauptstraße 14 Lage               | um 1790                            | Streckhof, um 1790 | Fotos hochladen                |
| Hofanlage          | Hauptstraße 16 Lage               | 1775                               | Streckhof; stattlicher Wohnteil, bezeichnet 1775, Wirtschaftsteil bezeichnet 1807, Ökonomiebau, hölzerne Remise                                                                                                | BW                             |
| Portal             | Im Bocksfeld, an Nr. 4 Lage       | 1857                               | Oberlichtportal, bezeichnet 1857, gefeldertes Türblatt | BW                             |
| Kirchenausstattung | Masholderer Straße, in Nr. 7 Lage | ab dem 15. Jahrhundert             | in der Filialkirche St. Brictius: Inventar der Kapelle auf dem alten Friedhof; neugotischer Altar, spätgotische Marienskulptur mit Kind, erste Hälfte des 15. Jahrhunderts, barocke Steinskulptur St. Brictius | weitere Bilder Fotos hochladen |